# Pseudanthias mooreanus
Pseudanthias mooreanus là một loài cá biển thuộc chi Pseudanthias trong họ Cá mú. Loài này được mô tả lần đầu tiên vào năm 1935.

## Từ nguyên
Từ định danh mooreanus được đặt theo tên gọi đảo Moorea (thuộc quần đảo Société), nơi mà loài cá này được phát hiện lần đầu tiên (hậu tố anus trong tiếng Latinh mang nghĩa là "thuộc về").

## Phạm vi phân bố và môi trường sống
P. mooreanus có phân bố tập trung ở Polynésie thuộc Pháp (bao gồm quần đảo Société và Tuamotu) và quần đảo Pitcairn.
P. mooreanus sống gần các rạn san hô, được thu thập ở độ sâu khoảng từ 6 đến 46 m.

## Mô tả
Chiều dài cơ thể lớn nhất được ghi nhận ở P. mooreanus là 7,2 cm.
Lưng và thân trên có màu lục xám, nhạt dần sang màu cam ở hai bên lườn; bụng, ngực và cằm có màu trắng hoặc tím nhạt. Vây lưng màu đỏ cam, viền xanh óng. Vây hậu môn và vây bụng màu trắng. Chóp môi màu đỏ. Vây đuôi màu đỏ nhạt, lõm sâu với hai thùy dài ở cá đực, viền xanh óng. Chóp thùy đuôi cá cái có màu đỏ, vây đuôi không dài như cá đực.

## Sinh thái học
Thức ăn của P. mooreanus là động vật phù du.